# Pterostylis sargentii
Pterostylis sargentii är en orkidéart som beskrevs av Cecil Rollo Payton Andrews. Pterostylis sargentii ingår i släktet Pterostylis och familjen orkidéer. Inga underarter finns listade i Catalogue of Life.

## Bildgalleri

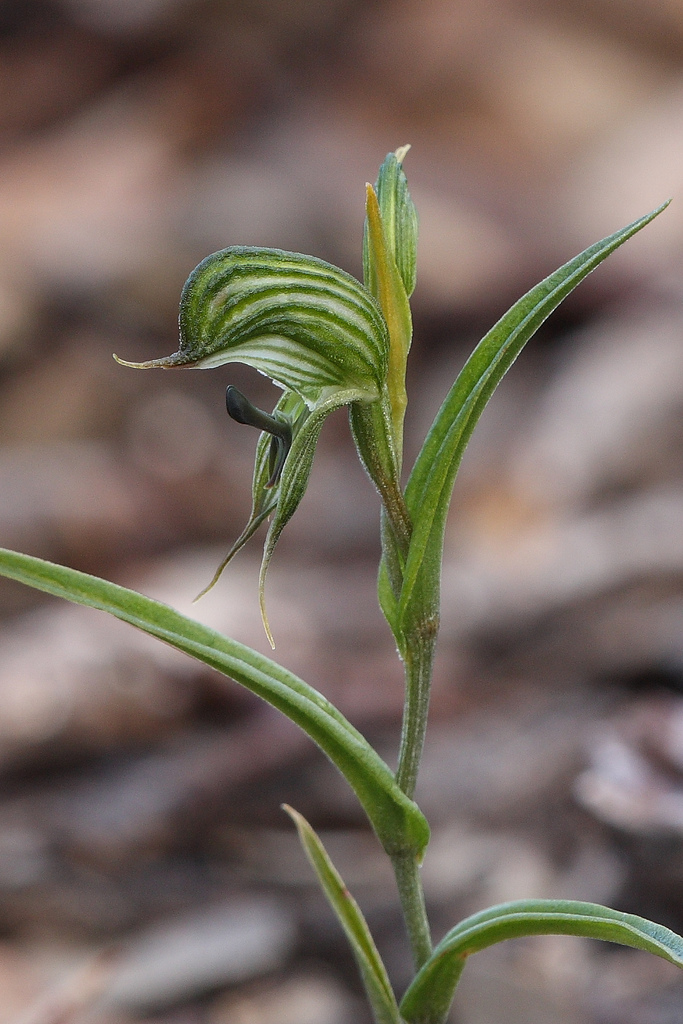